# Mathilda May
Mathilda May, ursprungligen Karima Mathilda Haïm, född 8 februari 1965 i Paris, är en fransk skådespelerska.
Hon är dotter till manusförfattaren Victor Haïm och den svenska balettdansösen och koreografen Margareta Hanson.
May har varit med i flera filmer som Rymdens vampyrer, Naked Tango, Becoming Colette och hennes kanske mest kända roll är som Isabella i filmen Schakalen. Hon släppte musikalbumet Joy of Love år 1992.